# Télécabine Aoste-Pila
La télécabine Aoste-Pila est un téléphérique de type pulsé situé en Italie, en Vallée d'Aoste, reliant la ville d'Aoste à la station de ski de Pila, située sur la commune de Gressan.

## Description

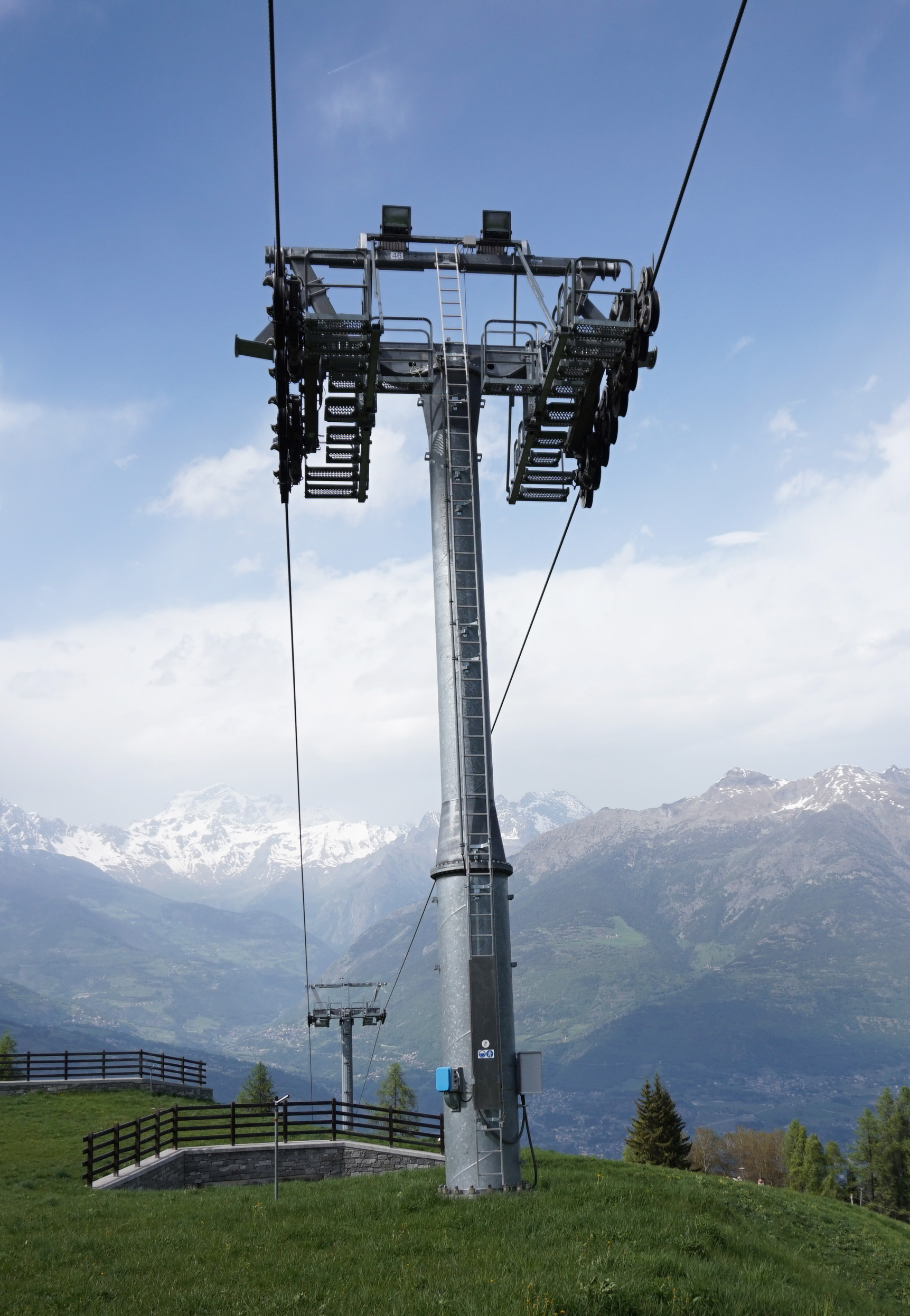
Un pylône de la télécabine. À l'arrière-plan, le Grand Combin.

Au départ d'un vaste parking située à côté de la gare d'Aoste, la télécabine assure une liaison directe entre la vallée et la station de ski de Pila en 17 minutes environ, ce qui rend ce domaine skiable le plus accessible de la région.
La télécabine est en fonction pendant l'hiver jusqu'à la mi-avril, pour rouvrir à la mi-juin jusque début septembre.
La vitesse maximale s'élève à 6 m/s, ce qui permet de couvrir le trajet en 17 minutes environ, pour une longueur de 5 000 mètres environ, et un dénivelé de 1 200 mètres environ.
Le trajet se compose de 31 pylônes sur le tronçon d'Aoste aux Fleurs, et de 19 pylônes sur le tronçon des Fleurs à Pila en passant par la seconde station intermédiaire située à Plan-Praz.

## Histoire
La télécabine Aoste-Pila est inauguré en 1957 dans le but d'assurer une liaison entre l'établissement sidérurgique de la Cogne et la ligne de chemin de fer Cogne - Eaux-Froides. Ce projet n'ayant jamais été conclu, elle est reconvertie pour des fins touristiques suivant en parallèle le développement de la station de ski de Pila.
Elle est rénovée ensuite à plusieurs reprises : en 1987, elle est équipée de cabines de 6 places fabriquées par Agudio, et en 2008 de cabines de 8 places de Leitner.